# سجن طرة
سجن طرة هو معتقل سياسي وسجن جنائي مصري يقع جنوب القاهرة، ضم طول تاريخه عددًا كبيرًا ومتنوعًا من التيارات السياسية وأصنافًا عدة من المجرمين. يضم مجمع سجون طرة كلاً من سجن المزرعة، وليمان طرة، وسجن استقبال طرة، ومحكوم طرة، وسجن طرة شديد الحراسة (المعروف باسم سجن العقرب). وقد توفي فيه الرئيس محمد مرسي رئيس مصر الخامس.

## موقع السجن
تقع مجموعة سجون طرة أمام محطة مترو طرة البلد في منطقة طرة جنوب غرب حلوان. ويقع جزء كبير من السجن على النيل مباشرة، ومحاط بمجموعة أبراج خاصة بضباط الشرطة تم إنشاؤها عام 1997، بحيث تكون أعلى البنايات المواجهة للسجن.

## تاريخ السجن
أنشأ سجن مزرعة طرة مصطفى النحاس باشا عندما كان وزيراً للداخلية سنة 1928، بهدف تخفيف الزحام الذي شهده سجن أبي زعبل الأقدم، وتضم منطقة طرة اليوم عدداً من السجون يبلغ سبعة سجون.

## مباني السجن
يتكون سجن طرة من 7 عنابر مقسمة بطريقة تصنيفية طبقًا لنوع القضية والاتهام، ويتسع العنبر الواحد لنحو 350 فردًا تقريبًا، يختص رجال مباحث السجن بإدارة عنبر الجنائي فقط، بخلاف باقي العنابر الأخرى مثل عنبر الإخوان وعنبر السياسيين وعنبر التخابر.
يطلق على العنبر الخامس بالسجن «عنبر ضباط الشرطة والقضاة»؛ إذ تفيد بعض التقارير أنه «مخصص لاستقبال الضباط والقضاة المتهمين في قضايا الرشوة»، وهو ما يجعل المعاملة في هذا العنبر مميزة بعض الشيء، أما العنبر السادس فهو عنبر التأديب كما يطلق عليه ويتكون من 7 زنازين انفرادية مساحتها متران في مترين، بعضها بلا إضاءة ولا فتحات تهوية.
وترتفع أسوار السجن لنحو 7 أمتار، مزودة بكاميرات مراقبة تعمل على مدار اليوم، بالإضافة إلى عدة أسوار متتالية تفصل بين أقسام السجن المختلفة، وقد ارتفعت أسوار «طرة» من 2.5 متر عند بنائه بعد نجاح ثلاثة من تنظيم الجهاد المتهمين في قضية اغتيال الرئيس السادات عام 1988 من الهرب.

## المباني الخدمية
يضم سجن طرة مستشفى صغيرًا يطل على حديقة تعرف بأنها العنبر الذي يُحتجز به كبار رجال الأعمال والوزراء السابقون المتهمون والمحكوم عليهم في قضايا فساد، كما يوجد به ملعب كبير لكرة القدم وآخر يستخدم كملعب للتنس أو للكرة الطائرة، وهي أماكن التريض للنزلاء.

## معاملة السجناء
وفقاً لبعض أعضاء جماعة الإخوان المسلمين الذين سبق اعتقالهم بالمزرعة فقد كانوا يتلقون في هذا السجن معاملة قاسية منها معاقبتهم بتكسير الصخور وحملها على الظهر، ونعتهم بألفاظ نابية أثناء قيامهم بذلك، وتفتيشهم بشكل مستمر، بالإضافة إلى إهانة أسرهم أثناء الزيارة.
ورغم أن المعروف عن نظام السجون المصرية وعن طبيعة العقاب التأديبى هو قطع الاتصال نهائيًا عن المسجونين، فإن الوضع يختلف داخل سجن طرة حسب طبيعة المذنب، فالروايات عن الجاسوس الإسرائيلى عزام عزام والمصري طارق عماد الدين ووفقًا لتقرير جمعية مساعدة السجناء، تفيد بأن الزنزانة التي نقل الجاسوسان إليها «كانت معدة بشكل جيد ومختلف عن غيرها».
ورغم كل ما يوصف به سجن مزرعة طرة عن الرفاهية التي يعيش فيها كبار الشخصيات التي تحل به إلا أن نظمي شاهين ـ أحد أعضاء تنظيم ثورة مصر ـ قال إن «المزرعة ليست أبدًا سجنًا 5 نجوم كما يقول البعض فالحبس الانفرادى لمدة 14 سنة هو أقسى تعذيب، وعند دخول الجاسوس الإسرائيلى عزام عزام السجن خصصت له إدارة السجن مكتب ضابط العنبر كزنزانة، وكان بها مكتب وبانيو وكنا نرى باستمرار كل المزايا التي لا تتوافر حتى للضباط وبمجرد أن يبدأ عزام تمارينه الصباحية تتوقف الحياة في السجن تمامًا وتغلق الزنازين ويتوتر الضباط رغم أنه جاسوس بحكم المحكمة».
أشار تقرير مفصل لهيومن رايتس واتش على التغييرات الواسعة التي أدخلتها السلطات المصرية داخل سجن العقرب بمجمع سجن طرة. تم تعديل كل زنزانة من المباني الأربعة على شكل حرف أتش في سجن العقرب لمنع جميع مصادر التهوية والضوء والكهرباء من الزنازين كجزء من العقاب الجماعي لما يقرب من 800 إلى 900 سجين. لقد أوضح التقرير أنه كيف رُفِع القيود لتعذيب السجناء السياسيين داخل هذه الزنازين استنادًا على رسالة من ثلاث صفحات ومقطع فيديو بمدة 13 دقيقة الذي تم تهريبه من السجن، وثلاثة مصادر أخرى، من بينها محام.

## أشهر نزلاء السجن
ومن بين نزلاء السجن السابقين والحاليين: الداعية عبد الحميد كشك الكاتب الصحفي مصطفى أمين وأعضاء تنظيم ثورة مصر وقيادات الإخوان المسلمين والجماعة الإسلامية طارق وعبود الزمر والقيادي اليساري كمال خليل والصحفي جمال فهمي والسياسي أيمن نور وتوفيق عبده إسماعيل ورجلا الأعمال هشام طلعت مصطفى وحسام أبو الفتوح والمحافظ السابق ماهر الجندي، وعاطف سلام محتكر السكر، وخالد حامد محمود عضو مجلس الشعب السابق ومحمد الوكيل رئيس قطاع الأخبار السابق بالتلفزيون المصري وعصمت أبو المعالي، وعمرو الهواري، والجاسوس عزام عزام، ومصطفى البليدي، وأحمد الريان، ومحيي الدين الغريب وزير المالية الأسبق، ومحسن شعلان وكيل وزارة الثقافة، ومرتضى منصور، والمهندس خيرت الشاطر أحد قياديي جماعة الإخوان المسلمين، وبعض هؤلاء السجناء السياسيون وبعضهم الآخر جنائيون.
وبعد ثورة 25 يناير 2011 انقلب الحال وانضم لقائمة نزلاء سجن مزرعة طرة (على ذمة التحقيق) عدد من كبار رجال نظام الرئيس السابق محمد حسني مبارك، من بينهم ابناه علاء وجمال وصفوت الشريف الأمين العام للحزب الوطني ورئيس مجلس الشورى السابق وزكريا عزمي الرئيس السابق لديوان رئيس الجمهورية ورجل الأعمال أحمد عز أمين التنظيم السابق بالحزب لوطني ورئيس الوزراء السابق أحمد نظيف، والوزراء أحمد المغربي وزهير جرانة وأنس الفقي وحبيب العادلي (وزير الداخلية الأسبق)، ومحمد إبراهيم سليمان وزير الإسكان الأسبق، واللواءات إسماعيل الشاعر وعدلي فايد وأحمد رمزي وحسن عبد الرحمن، وعمرو عسل رئيس هيئة التنمية الصناعية، وأسامة الشيخ رئيس اتحاد الإذاعة والتلفزيون السابق، وتتنوع الاتهامات الموجهة إلى هؤلاء المسؤولين بين الفساد والرشوة واستغلال النفوذ، وتسهيل الاستيلاء على المال العام وقتل المتظاهرين سلمياً، وقد لحق بهم فيما بعد الرئيس مبارك نفسه.

## وصلات خارجية
- برنامج مصر النهاردة: حلقة عن تاريخ سجن طرة
- موقع قطاع مصلحة السجون بوزارة الداخلية المصرية نسخة محفوظة 27 سبتمبر 2014 على موقع واي باك مشين.